# Registrador de datos

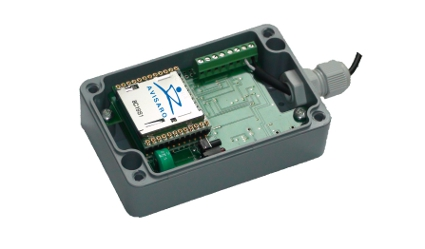
Registrador de datos Cubo almacenando datos técnicos y de sensores.

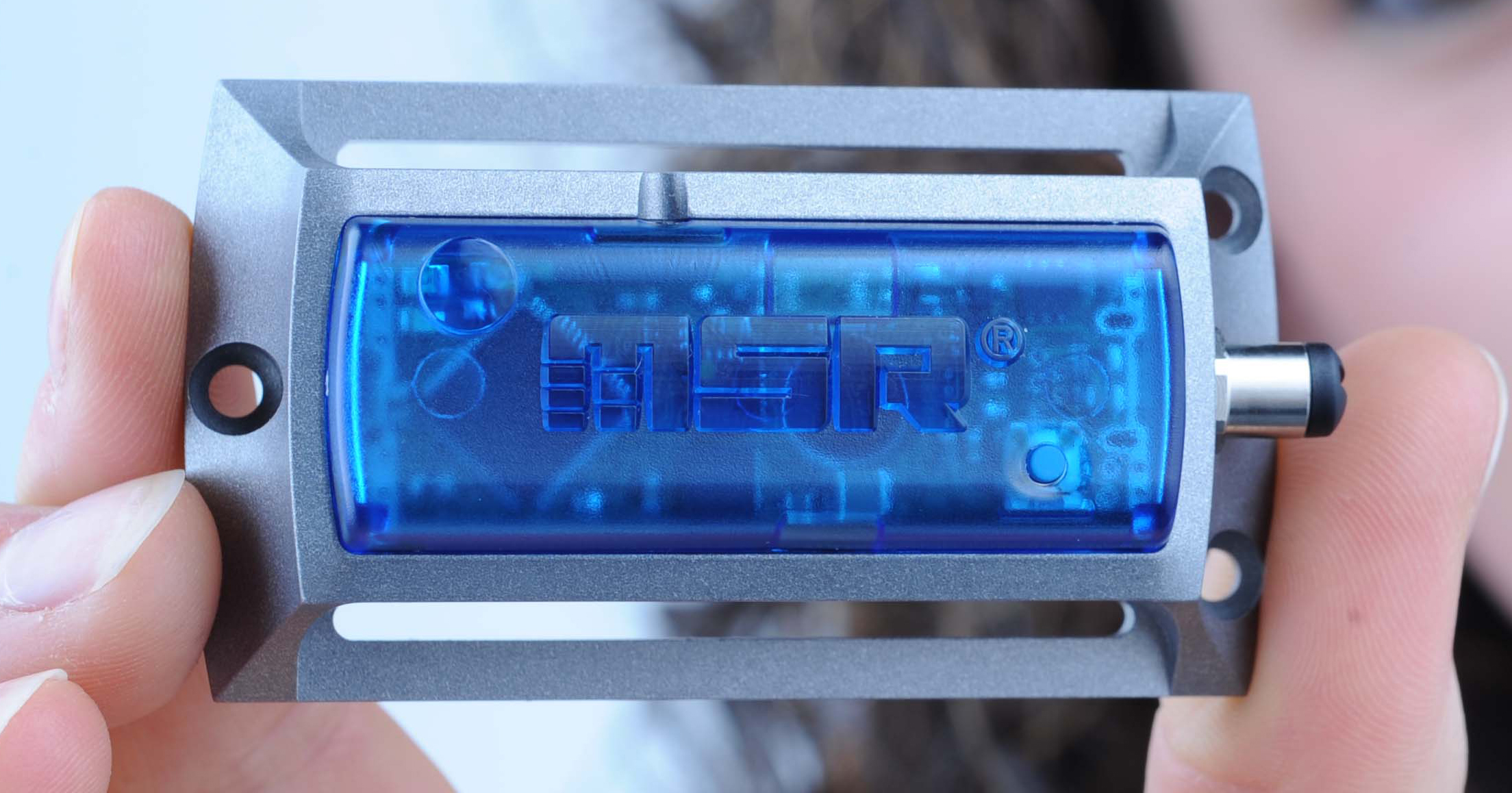
Pequeño registrador de datos con sensores integrados que miden la temperatura, la presión, la humedad, la luz y la aceleración de 3 ejes.

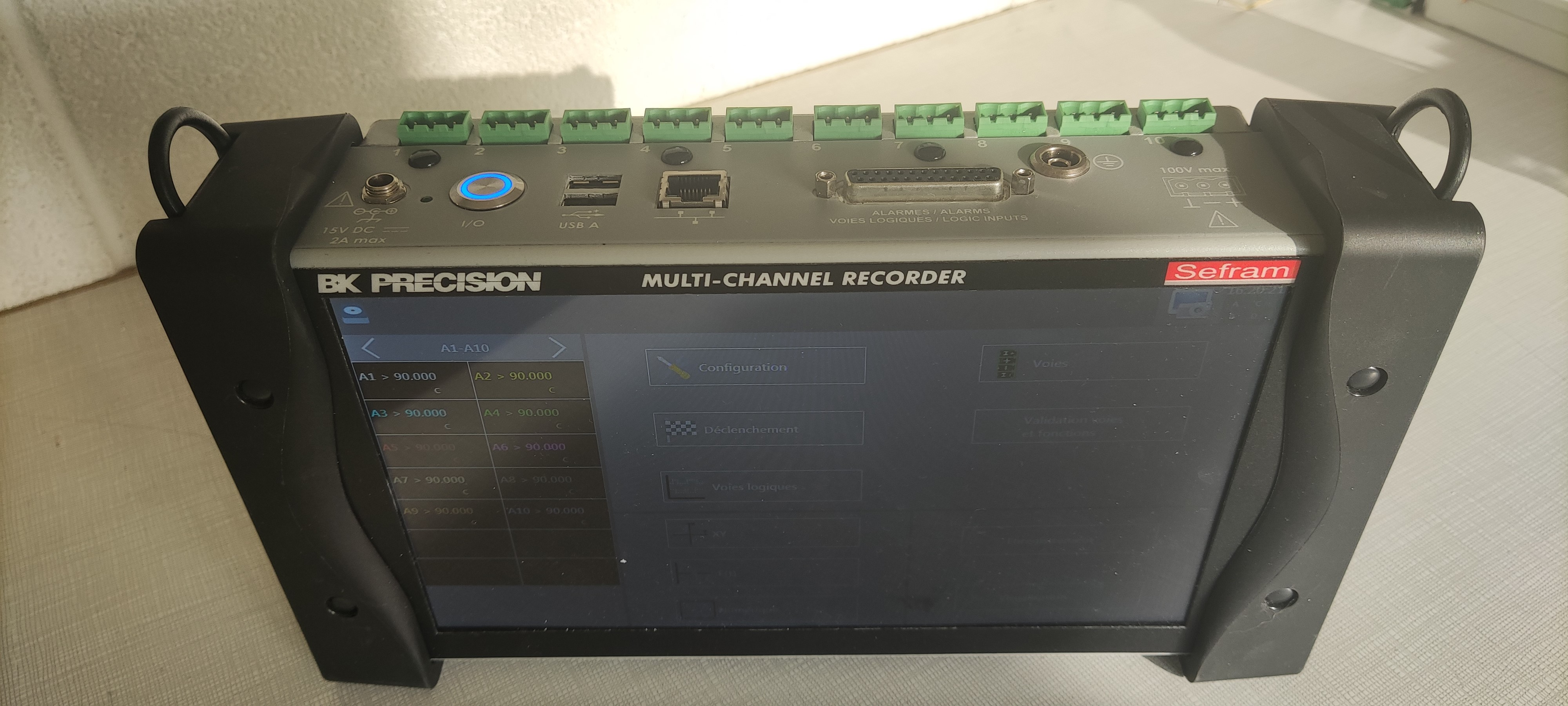
El DAS240 puede grabar hasta 200 canales, con muestreo de hasta 1 ms (1 kHz).

Un registrador de datos o Datalogger es un dispositivo electrónico que registra datos en el tiempo o en relación con la ubicación por medio de instrumentos y sensores propios o conectados externamente. Casi todos están basados en microcontroladores. Por lo general son pequeños, con pilas, portátiles, y equipados con un microprocesador, memoria interna para almacenamiento de datos y sensores. Algunos registradores de datos se comunican con un ordenador personal y utilizan software específico para activar el registrador de datos, ver y analizar los datos recogidos, mientras que otros tienen un dispositivo de interfaz local (teclado, pantalla LCD) y puede ser utilizado como un dispositivo independiente.
Los registradores de datos varían entre los de propósito general para una amplia gama de aplicaciones a los dispositivos de medición muy específicos para medir en un medio ambiente o aplicación particular. Es común que los tipos de propósito general sean programables sin embargo muchos siguen como máquinas estáticas con un número limitado de parámetros variables. Registradores de datos electrónicos han reemplazado a los registradores de carta en muchas aplicaciones.
Uno de los principales beneficios del uso de registradores de datos es la capacidad para recopilar automáticamente datos las 24 horas del día. Tras la activación, los registradores de datos normalmente se dejan sin vigilancia para medir y registrar la información durante toda la duración del período de seguimiento. Esto permite una visión global y precisa de las condiciones ambientales objeto de seguimiento, tales como la temperatura del aire y la humedad relativa.
El costo de los registradores de datos ha ido disminuyendo con los años según la tecnología mejora y se reducen los costos. Registradores de un solo canal de datos pueden costar tan poco como 25 euros. Registradores precisos y complejos pueden costar cientos o miles de dólares. 

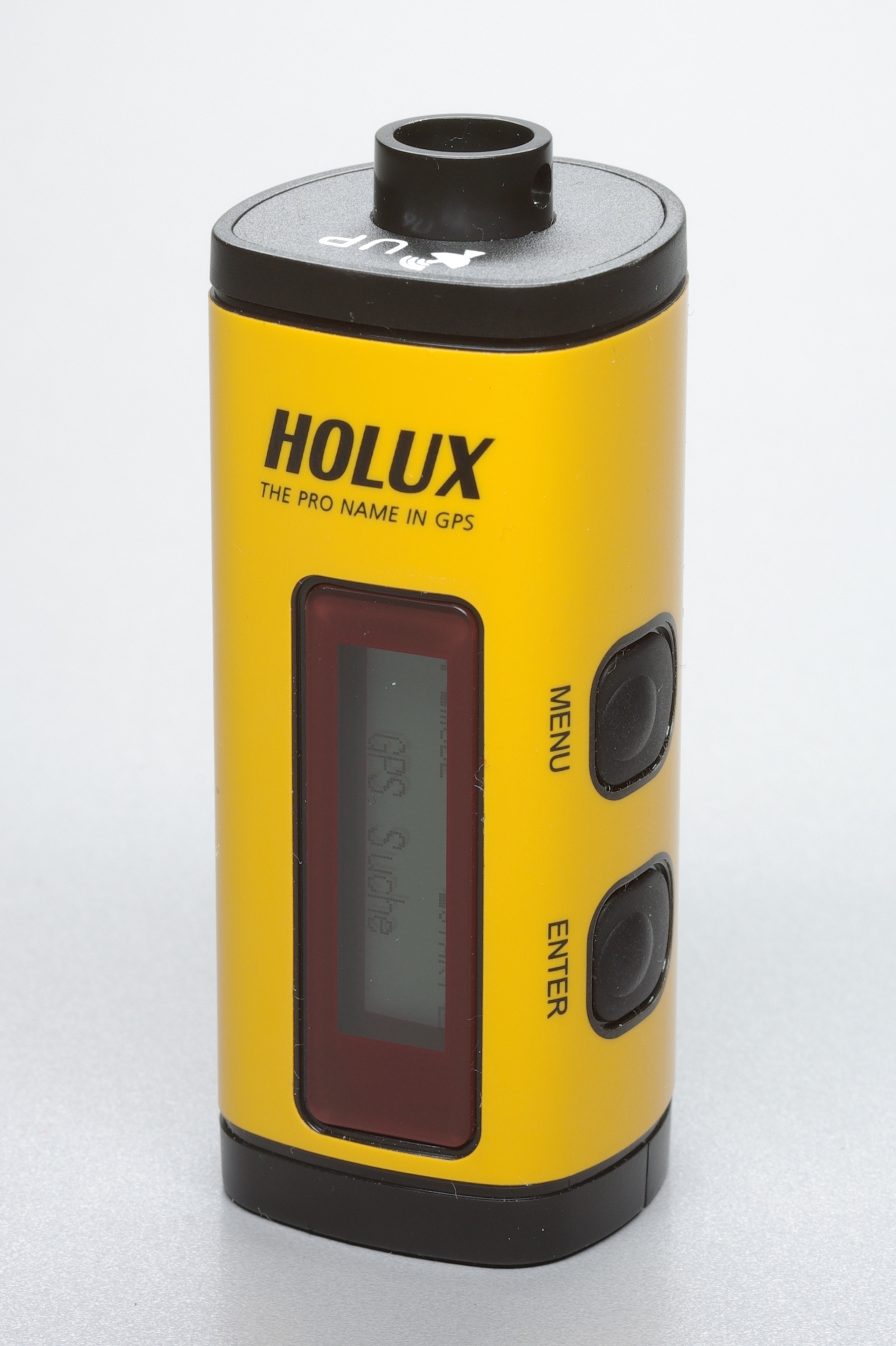
Datalogger con receptor GPS

## Formato de los datos almacenados
La normalización de los protocolos y formatos de datos ha sido un problema, pero ahora la normalización es cada vez mayor en la industria y el XML está siendo adoptado para el intercambio de datos. El desarrollo de la Web Semántica es probable que acelere esta tendencia. 
Como recurso para asegurar la lectura de los datos, la mayoría de los fabricantes da la posibilidad de exportar directamente o a través del software el formato ASCII o TXT.-

## Protocolos de Comunicación
Varios protocolos han sido normalizados, incluyendo un protocolo inteligente, el SDI-12, existen algunos instrumentos que permiten conectarlos a una variedad de registradores de datos. El uso de esta norma no ha ganado mucha aceptación fuera de la industria del medio ambiente. Algunas compañías fabricantes de registradores de datos también están apoyando el estándar MODBUS, este se ha utilizado tradicionalmente para control industrial y existen numerosos instrumentos industriales que soportan este estándar de comunicación. Otro protocolo que empieza a ser más ampliamente utilizado se basa en Canbus (ISO 11898). Algunos registradores de datos utilizan un entorno de programación flexible para adaptarse a los diversos protocolos estándar.

## Registradores de datos y adquisición de datos

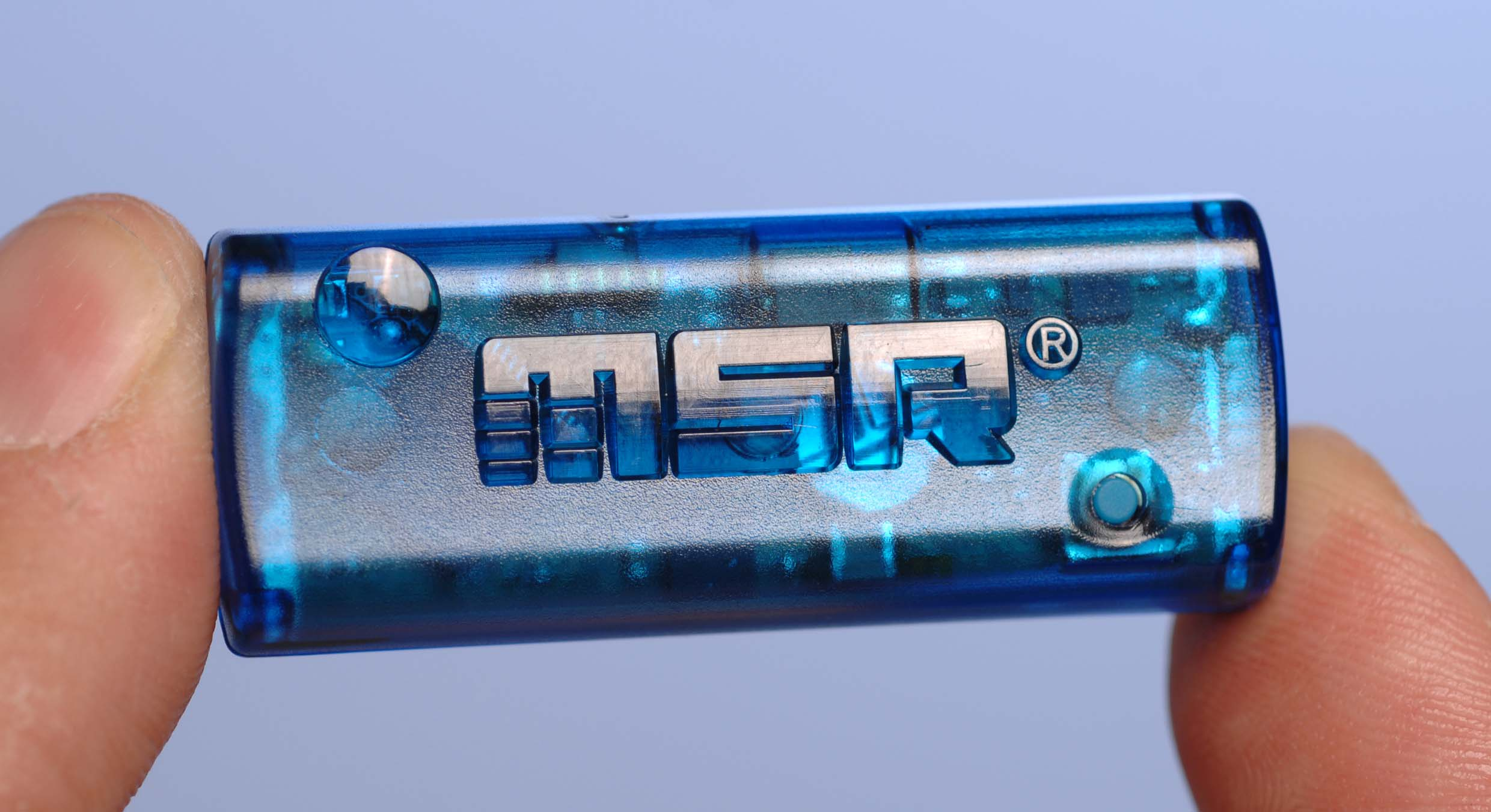
Registrador de datos, Datalogger

Registradores y adquisición de datos se utilizan indistintamente. Sin embargo por cuestiones históricas no son lo mismo. Un registrador de datos necesariamente incluye la adquisición de los datos pero la adquisición de los datos no necesariamente implica un registrador.
- Los registradores de datos son típicamente lentos. Un tiempo de muestreo entre datos de un segundo es considerado rápido para un registrador. Aunque para una adquisición es considerado normalmente como insuficiente.-

- Los registradores normalmente son dispositivos independientes por el otro lado las placas de adquisición van asociadas a una computadora para almacenar esos datos. Esa característica de independientes implica que los registradores poseen memoria propia, generalmente suficiente para acumular varios días meses e incluso años de registros sin supervisión. Actualmente la mayoría de los registradores utiliza memoria EEPROM no volátil que no requiere de energía para mantener la información como si es necesario en la memoria RAM. Los primeros registradores utilizaban cartas en las que dibujaban los registradores en forma directa, también se utilizó papel perforado y cintas magnéticas.

- Dado el extendido período en que los registradores acumulan datos normalmente se hace necesario agregarles a cada dato la hora y la fecha por lo que generalmente están dotados de un Reloj en tiempo real cuya exactitud debe ser tenida en cuenta a la hora de seleccionar un registrador.

- Los registradores de datos van desde simples registradores de un solo canal por ejemplo solo temperatura hasta complejos sistemas programables con múltiples entradas y registro de valores calculados y alarmas sobre la base de los valores medidos. Por ejemplo horas frío por día, punto de rocío sobre la base de temperatura y humedad. Diferencias de temperatura entre dos sensores etc.

- Los registradores más modernos funcionan como servidores de páginas web dinámicas que pueden ser consultados en forma remota.

- La alimentación generalmente es con baterías y es común el uso de paneles solares para complementar y mantener las baterías, esto hace que deban tener un consumo reducido en comparación con una computadora y además son generalmente instalados en ambientes hostiles donde una computadora no es capaz de funcionar en forma confiable.

- La característica de funcionar sin supervivencia hace que los registradores deban ser muy confiables, siendo capaces de funcionar sin detenerse por largos períodos, por lo que la inestabilidad de un sistema operativo no es aceptable para este uso.

## Usos

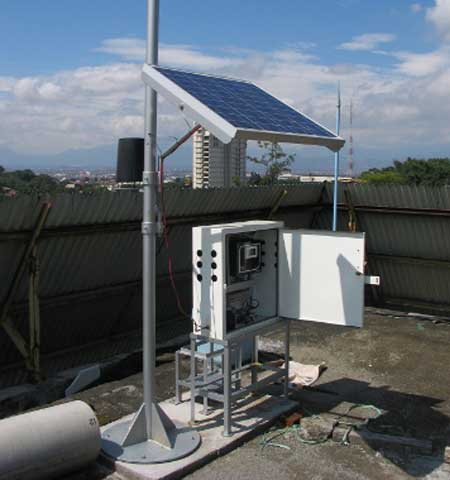
Aplicación del registrador de datos para la estación meteorológica en P2I.

- Estación meteorológica no supervisada. (Temperatura, Humedad, Velocidad y dirección del viento, Luz solar, lluvia caída, humedad del suelo) etc.
- Registro hidrológico (Nivel del agua, caudal, conductividad del agua, PH del agua)
- Boyas marinas para el registro de meteorológico.
- Registradores de tránsito. (Cantidad, velocidad, peso por eje, altura de los vehículos)
- Medición para control de calidad de transporte de alimentos o medicamentos perecederos durante la cadena de frío.
- Registradores de investigación de fauna salvaje. (Seguimiento de tortugas marinas, collares para osos etc)
- Registradores con acelerómetros para control de altura de caída y vibraciones durante el transporte de encomiendas delicadas.
- Análisis del perfil de carga de consumo a la red eléctrica de industrias.-
- La caja negra de los aviones que registra innumerables variables de vuelo.
- El Controlador de motor de los vehículos registra eventos para identificar posibles fallas intermitentes.
- Registrador de Datos de la Travesía se utiliza en barcos de mediano o gran porte y es obligatorio en los mayores de 300 toneladas.

## Tendencias futuras
Los registradores están cambiando más rápido que nunca; la capacidad de memoria de los mismos aumenta considerablemente y los dispositivos están cambiando hacia sistemas complejos con alarmas, comunicación inalámbrica, reporte automático de eventos vía correo electrónico, descarga automática de los resultados diarios a las bases de datos o a los usuarios directos.